# Paddys Island
Paddys Island ist eine zur Waterhouse-Island-Gruppe gehörende Insel an der nordöstlichen Küste von Tasmanien, Australien. Das flache Eiland aus Granit hat eine Fläche von 4,6 Hektar.

## Fauna
Die Insel ist Teil der St Helens Important Bird Area, da BirdLife International sie als wichtige Brutstätte für Meeresvögel ansieht.
Zu den brütenden Meeresvögeln, die beobachtet wurden, gehören Zwergpinguin, Dickschnabelmöwe, Silberkopfmöwe, Dominikanermöwe, Ruß-Austernfischer und Raubseeschwalbe.